# گیرافتاده (فیلم ۲۰۰۷)
گیرافتاده (به انگلیسی: Stuck) فیلمی محصول سال ۲۰۰۷ و به کارگردانی استوارت گوردون است. در این فیلم بازیگرانی همچون مینا سوواری، استیون ری، راسل هرنزبی، وین رابسن و جان دانس‌ورث ایفای نقش کرده‌اند.